# Traugott von Sauberzweig
Traugott Martin von Sauberzweig (Greiffenberg, 28 ottobre 1863 – Kassel, 14 aprile 1920) è stato un generale tedesco, decorato con la Croce di Cavaliere dell'Ordine Pour le Mérite con fronde di quercia nel corso della prima guerra mondiale.

## Biografia

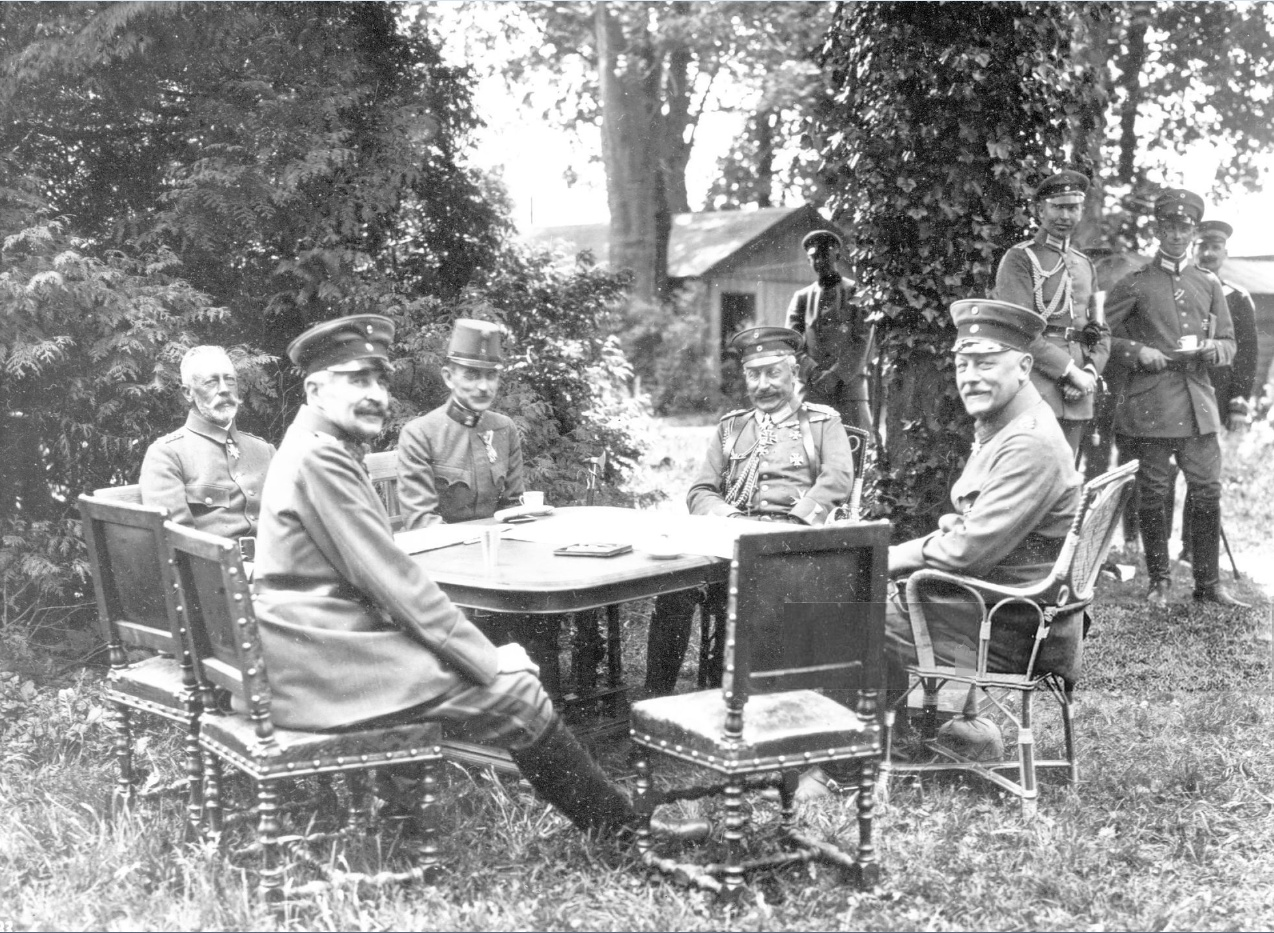
La visita dei vertici della 18ª Armata al Gran Quartier Generale di Spa, probabilmente nell'estate del 1918 (Ilsemann in piedi sullo sfondo). Davanti a sinistra: maggiore generale Traugott von Sauberzweig (capo di stato maggiore dell'Armata fino al 7 agosto); a destra il generale Oskar von Hutier (comandante della XVIII. Armee). Dietro da sinistra a destra il principe Enrico di Prussia, Alois Ritter Klepsch-Kloth von Roden (delegato austriaco presso il gran quartier generale tedesco), il Kaiser Guglielmo II.

Nacque a Greiffenberg il 28 ottobre 1863, figlio del predicatore Gustav. Si arruolò nell'esercito tedesco il 4 ottobre 1881, come cadetto del Grenadier-Regiment „Prinz Carl von Preußen“ (2. Brandenburgisches) Nr. 12 dell'esercito prussiano a Francoforte sull'Oder. Fu nominato Fähnrich il 13 maggio 1882, e leutnant il 13 febbraio 1883.
Dal 1 ottobre 1888 fu per tre anni aiutante del distretto militare della Landwehr di Sorau. Dopo essere stato promosso Oberleutnant il 16 giugno 1891, egli frequentò per tre anni l'Preußische Kriegsakademie a partire dal 1 ottobre 1891.
Il 24 luglio 1894 fu quindi trasferito al Infanterie-Regiment „Hamburg“ (2. Hanseatisches) Nr. 76 di Amburgo, e dal 1 aprile 1895 fu assegnato per un anno al Großer Generalstab. Con la promozione a capitano il 19 marzo 1896, fu assegnato allo Stato Maggiore Generale il 18 luglio successivo.
Alla fine dell'ottobre 1896 assunse la carica di secondo ufficiale di stato maggiore presso lo Stato maggiore dell'XI. Armee-Korps  a Kassel.
Dal 25 marzo 1899 al 17 ottobre 1900 si dimise dal servizio militare e prestò servizio come comandante dell'8ª Compagnia nel Infanterie-Regiment „Graf Schwerin“ (3. Pommersches) Nr. 14 a Graudenz. Ricoprì poi l'incarico di primo ufficiale di stato maggiore presso lo Stato maggiore della 4ª Divisione a Bromberg.
Il 12 settembre 1902 fu promosso maggiore e il 1º ottobre entrò in servizio presso la Preußische Kriegsakademie come istruttore militare. Dopo quattro anni di insegnamento fu trasferito a Strasburgo, dove divenne primo ufficiale di stato maggiore del XV. Armee-Korps. Il 19 novembre 1908 fu assegnato allo Infanterie-Regiment „Graf Tauentzien von Wittenberg“ (3. Brandenburgisches) Nr. 20 a Wittenberg. Inizialmente svolse il compito di comandante del 2º Battaglione, in questa posizione fu promosso tenente colonnello il 22 maggio 1909 e trasferito allo stato maggiore del reggimento il 22 marzo 1910.
Il 21 aprile 1911 fu nominato capo di stato maggiore generale del III. Armee-Korps dove fu promosso colonnello il 22 aprile 1912. Dal 4 aprile 1913 fu comandante del Grenadier-Regiments „Prinz Carl von Preußen“ (2. Brandenburgisches) Nr.12, nel quale aveva iniziato la sua carriera militare nel 1881.
In occasione del 25º anniversario del regno del Kaiser Guglielmo II fu elevato alla nobiltà ereditaria prussiana il 16 giugno 1913 per i suoi molti anni di servizio.

### La prima guerra mondiale

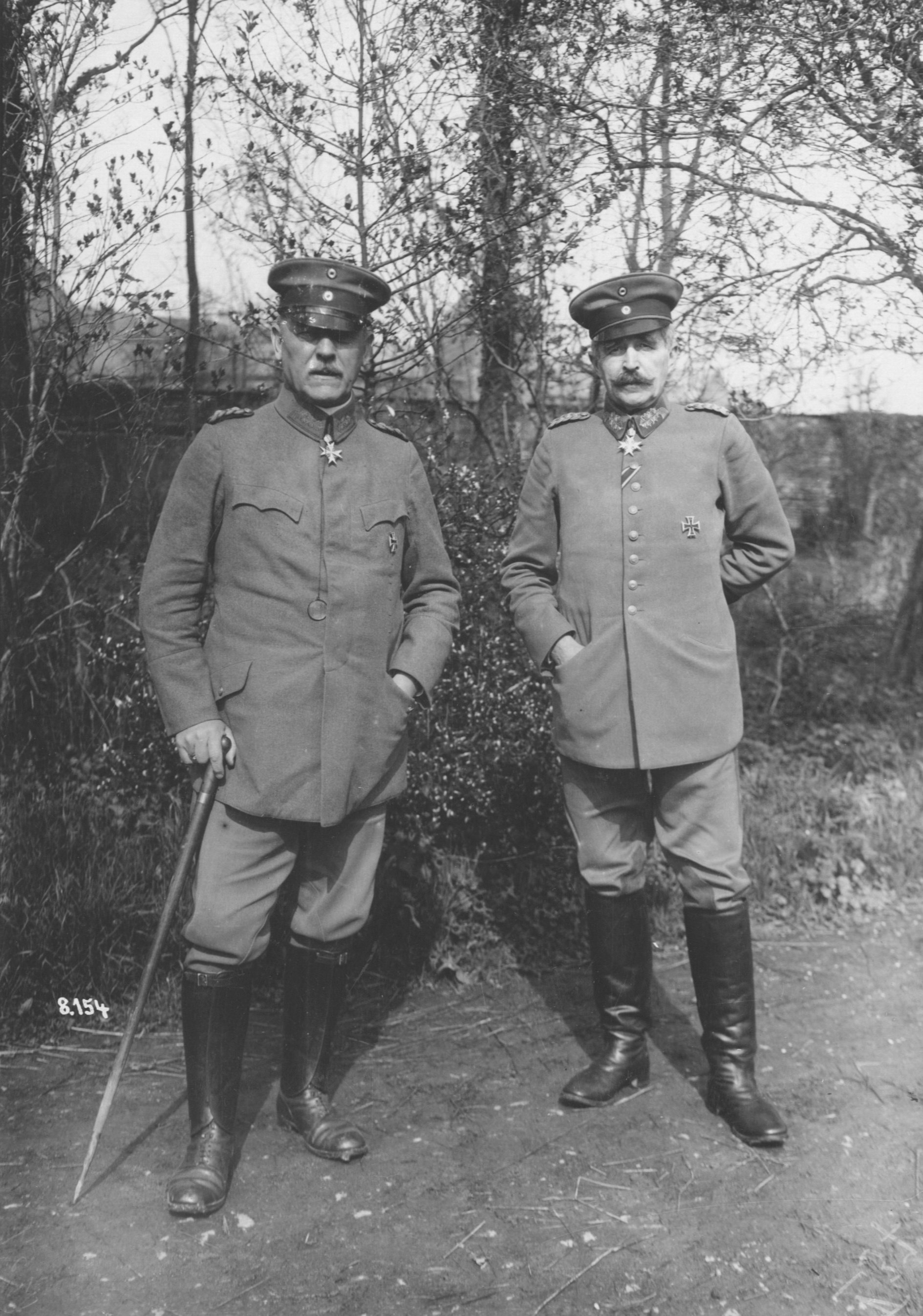
I generali Hutier a Sauberzweig nel 1918.

Il 1º febbraio 1914 fu nominato capo di stato maggiore dell'XI. Armee-Korps con il grado e l'onorario di comandante di brigata. Mantenne questa posizione anche dopo lo scoppio della prima guerra mondiale. Con la sua grande unità fu inizialmente coinvolto nell'invasione del neutrale Belgioe lì nell'assedio di Namur. Dopo la cattura della città e della fortezza, il suo corpo d'armata fu spostato sul fronte orientale e intervenne nella prima battaglia dei laghi Masuri.
Subito dopo, il 18 settembre 1914, fu nominato capo quartiermastro della neocostituita III. Armee sotto gli ordini del colonnello generale Paul von Hindenburg. Ricoprì questa posizione anche sotto il nuovo comandante in capo, il generale di cavalleria August von Mackensen. Successivamente prese parte alle battaglie vicino a Lodz, Rawka-Bzura e fu promosso maggiore generale il 24 dicembre 1914.  L'inizio del 1915 fu segnato da una guerra di posizione intermittente finché egli fu promosso capo di stato maggiore del III. Reserve-Korps il 24 luglio dello stesso anno. Come capo di stato maggiore si unì alle forze che compivano l'assedio di Novogeorgiewsk e fu significativamente coinvolto nella pianificazione che portò alla caduta della fortezza russa strategicamente importante. Durante la conquista della fortezza caddero nelle mani delle truppe tedesche oltre 80.000 soldati russi e grandi quantità di materiale bellico. Per questo fatto fu insignito dell'Ordine dell'Aquila rossa di II classe, con foglie di quercia e spade.
In seguito a questa operazione, fu incaricato per alcuni giorni di comandare il corpo d'armata che aveva ricevuto l'ordine di circondare la fortezza di Grodno.
Fu richiamato dal fronte orientale nel settembre 1915, trasferito a Bruxelles come governatore militare. In questa posizione fu, tra le altre cose, coinvolto nel processo e nell'esecuzione di Edith Cavell guadagnandosi in questo contesto una negativa fama. A causa del caso Cavell, fu esautorato dall'incarico e sostituito. Tra coloro che subirono la sua successiva ira vi erano Herbert Hoover e il suo incarico per l'Organizzazione per il soccorso in Belgio, poiché egli fu sul punto di vietare a questa organizzazione di fornire aiuti umanitari.
Dopo la sua sostituzione nel giugno 1916, fu nominato al Gran Quartier Generale e inizialmente incaricato di rappresentare il quartiermastro generale Hugo von Freytag-Loringhoven.
Il 16 novembre 1916 fu nominato capo di stato maggiore della VIII. Armee sul fronte orientale. Le truppe subordinate furono coinvolte principalmente nella guerra di trincea sul fronte di Riga e, nel gennaio-febbraio 1917, furono schierate durante le due battaglie difensive sul fiume Aa. Alla fine dell'estate del 1917, le operazioni pianificate da lui portarono alla cattura di Riga. Il suo comandante, il generale Oskar von Hutier, lo raccomandò per la concessione dell'Ordine Pour le Mérite. Con ordine del 6 settembre 1917 Guglielmo II gli assegnò il più alto riconoscimento prussiano al coraggio. Tre giorni dopo fu trasferito alla X. Armee come capo di stato maggiore generale.
Ricoprì questo incarico solo tre mesi in quanto von Hutier lo richiese per lo stesso incarico presso la neocostituita XVIII. Armee, da lui comandata, schierata sul fronte occidentale.
Durante l'offensiva di primavera tedesca iniziata il 21 marzo 1918, la grande unità partecipò alla battaglia decisiva a St. Quentin-La Fère e avanzò attraverso la zona della Somme fino alla linea Roye-Montdidier. Per questo fu insignito delle foglie di quercia sulla Croce di Cavaliere dell'Ordine Pour le Mérite il 23 marzo 1918. Dopo che l'offensiva tedesca si fermo e dovette quindi essere interrotta, le truppe tornarono alla guerra di trincea. Fu solo dal 9 al 13 giugno 1918 che l'esercito tedesco riprese l'offensiva nella battaglia di Noyon. Dopo il successo iniziale, ulteriori tentativi di attacco dovettero essere interrotti a causa dello sfinimento delle truppe. Tuttavia fu insignito della Stella dell'Ordine della Corona di II classe con spade e promosso Generalleutnant il 15 luglio 1918.
A causa di un problema cardiaco dovette lasciare l'incarico e prendersi una lunga vacanza alla fine del mese e fu quindi trasferito alla riserva degli ufficiali dell'esercito il 7 agosto 1918. Dopo la guarigione, fu nuovamente dichiarato idoneo al servizio il 4 novembre 1918 e prestò servizio come capo di stato maggiore dello Heeresgruppe “Gallwitz“ anche dopo la fine della guerra, fino al 27 dicembre 1918. Dopo la smobilitazione dell'alto comando, fu poi comandante della 38ª Divisione fino alla sua messa a disposizione il 5 luglio 1919. Si spense a Kassel il 14 aprile 1920.

### Fonti
1. 1 2  Möller 1935, pp. 241-243.
2. 1 2 3 4 5 6 7 8 9 10 11 12 13 14 15 16 17 18 19 20 21 22 23 24 25 26 27 28 29 30 31  Prussian Machine.
3. ↑  von Houwald 1939, p. 206.
4. ↑  Reichsarchiv 1932, p. 376.
5. ↑  Reichsarchiv 1932, p. 487.
6. 1 2 3  Herwig 2014, p. 336.
7. ↑  Jeansonne 2016, p. 102.
8. 1 2  Hildebrand, Zweng 2011, pp. 182-184.
9. ↑  Zabecki 2006, p. 113.